# Ganoderma citriporum
Ganoderma citriporum är en svampart som beskrevs av Ryvarden & Iturr. 2004. Ganoderma citriporum ingår i släktet Ganoderma och familjen Ganodermataceae.   Inga underarter finns listade i Catalogue of Life.